# Dwars door het Hageland (mannen)
Dwars door het Hageland is een eendaagse wielerwedstrijd die wordt verreden in het Belgische Hageland. De wedstrijd wordt sinds 2001 georganiseerd en maakt deel uit van de UCI Europe Tour met een categorie van 1.2 (sinds 2016 1.1). In de jaren 2004, 2005 en 2013 t/m 2015 werd de wedstrijd niet georganiseerd.
In 2016 werd 'Dwars door het Hageland' ingericht over een vernieuwd parcours met een aantal onverharde wegen zoals in de Strade Bianche. De wielerwedstrijd vertrekt sindsdien in Aarschot en komt na een doortocht in Tienen aan op de Citadel van Diest. De wedstrijd maakt sinds 2016 deel uit van het regelmatigheidscriterium Napoleon Games Cycling Cup. 

## Erelijst
| Jaar                         | Winnaar              | 2e plaats           | 3e plaats                  |
| ---------------------------- | -------------------- | ------------------- | -------------------------- |
| 2001                         | Jan Claes            | Wesley Bellen       | Sandro Bignen              |
| 2002                         | Frank Verjans        | Wouter Van Mechelen | Niels Hammers              |
| 2003                         | Gordon McCauley      | Andy Vanhoudt       | Kurt Wouters               |
| 2004-2005 Niet georganiseerd |                      |                     |                            |
| 2006                         | Gediminas Bagdonas   | Nico Kuypers        | Simas Kondrotas            |
| 2007                         | Dave Bruylandts      | Nico Kuypers        | Kurt Van Goidsenhoven      |
| 2008                         | Bert Scheirlinckx    | Lieuwe Westra       | Nico Sijmens               |
| 2009                         | Geert Omloop         | Benny De Schrooder  | Benjamin Gourgue           |
| 2010                         | Frédéric Amorison    | Stijn Steels        | Michael Tronborg           |
| 2011                         | Gregory Habeaux      | Huub Duyn           | Christian Moberg Jørgensen |
| 2012                         | Timothy Stevens      | Davy Commeyne       | Niko Eeckhout              |
| 2013-2015 Niet georganiseerd |                      |                     |                            |
| 2016                         | Niki Terpstra        | Wout van Aert       | Florian Sénéchal           |
| 2017                         | Mathieu van der Poel | Taco van der Hoorn  | Wout van Aert              |
| 2018                         | Krists Neilands      | Elia Viviani        | Gianni Vermeersch          |
| 2019                         | Kenneth Vanbilsen    | Niki Terpstra       | Quinten Hermans            |
| 2020                         | Jonas Rickaert       | Nils Eekhoff        | Gianni Vermeersch          |
| 2021                         | Rasmus Tiller        | Danny van Poppel    | Yves Lampaert              |
| 2022                         | Oscar Riesebeek      | Gianni Vermeersch   | Florian Sénéchal           |
| 2023                         | Rasmus Tiller        | Stan Van Tricht     | Florian Vermeersch         |
| 2024                         | Gianni Vermeersch    | Jonas Abrahamsen    | Hartthijs de Vries         |
| 2025                         | Paul Magnier         | Rasmus Tiller       | Tibor del Grosso           |

### Overwinningen per land
| Overwinningen | Land                                    |
| ------------- | --------------------------------------- |
| 11            | België                                  |
| 3             | Nederland                               |
| 2             | Noorwegen                               |
| 1             | Australië, Frankrijk, Letland, Litouwen |

### Meervoudige winnaars
| Overwinningen | Renner        | Land      | Jaren      |
| ------------- | ------------- | --------- | ---------- |
| 2             | Rasmus Tiller | Noorwegen | 2021, 2023 |